# María Sagana
María Sagana Félix (Barcelona, 10 de febrero de 1998) es una cantante española. Alcanzó popularidad en el año 2014 tras entrar en la lista de éxitos más conocida en España Los 40 Principales, con su primer sencillo "Sha La La".

## Biografía
María es hija de padres filipinos, es la más pequeña de cuatro hermanas y tiene una también reconocida llamada Jackie Sagana. Desde los 9 años se interesó en el mundo de la música y desde entonces ha estado estudiando en ello. 
En 2014 fue descubierta tras Tony Aguilar, quien trabaja para Los 40 Principales y en su programa la hizo conocer. Firmó un contrato con la discográfica española Globomedia Música.
En febrero de ese mismo año publica su primer sencillo, titulado "Sha La La", con el que consiguió entrar en la lista de éxitos de diversas radios del País y ser de las canciones más vendidas en la plataforma de iTunes. El 6 de septiembre publica su primer álbum, llamado Music (estilizado M.U.S.I.C.) y logra ser uno de los discos más vendidos en la primera semana de lanzamiento.
Su segundo sencillo fue el que hacía nombre al álbum, M.U.S.I.C., aunque este no tuvo videoclip. Finalmente en diciembre de 2014 publica With You como tercer sencillo, consiguiendo más de diez mil visitas en dos semanas de que se subiera.
El 24 de enero de 2015, fue telonera de Sweet California en el concierto de Barcelona.

## Discografía

### Álbumes de estudio
| Año  | Título     | Detalles                                                       | Canciones | ESP |
| ---- | ---------- | -------------------------------------------------------------- | --------- | --- |
| 2014 | M.U.S.I.C. | - Fecha de lanzamiento: 2014 - Discográfica: Globomedia Musica |           |     |

### Singles
- Sha La La (2014) - puesto 5 en iTunes[4] la semana de su estreno.
- M.U.S.I.C. (2014)
- With You (2014)

### Bandas sonoras
| Año  | Canción             | Película o serie                 |
| ---- | ------------------- | -------------------------------- |
| 2014 | Every Second Counts | BSO de la serie de Telecinco B&b |

## Nominaciones
- Nominación a Premios Los 40 Principales 2014[6]
- Nominación a "Neox Fan Awards 2014" como Artista Revelación Más Flipante http://www.antena3.com/neox-fan-awards/2014/neox-fan-awards-2014-artista-revelacion-mas-flipante_2014072300331.html https://es.wikipedia.org/wiki/Anexo:Neox_Fan_Awards_2014